# Jean Baptiste Joseph Delambre
Jean Baptiste Joseph Delambre (n. 19 septembrie 1749 la Amiens - d. 19 august 1822 la Paris) a fost un matematician și astronom francez.

## Biografie
La insistențele abatelui de la Colegiul din Amiens, a primit bursă la Colegiul Plessis din Paris.
Pentru a-și îmbogăți și completa cunoștințele, a studiat istoria și limbile latină, greacă și engleză, precum și matematica.
A trăit retras, dar a scris o serie de lucrări care au stârnit admirația în epoca sa.
L-a avut ca profesor Jérôme Lalande, căruia i-a fost și colaborator și succesor ca profesor de astronomie la Collège de France.
În 1792 devine membru al Academiei de Științe din Paris.
În 1795 este ales membru al Biroului de Longitudini, iar în perioada 1803 - 1822 deține funcția de secretar permanent al Academiei de Științe.
În perioada 1808 - 1815 este trezorier al Academiei Imperiale.
Din anul 1804 și până la decesul său survenit în 1822, Jean-Baptiste Delambre a fost director al Observatorului din Paris.

## Activitate științifică
Ca matematician, s-a distins prin calculele efectuate cu ocazia măsurării meridianului terestru, operație încredințată de către Academia din Paris.
Pentru aceasta, împreună cu Pierre Méchain, Delambre a măsurat arcul de meridian dintre Dunkerque și Barcelona.
Lucrarea a fost întreruptă de evenimentele din cadrul Revoluției franceze și a fost reluată în 1799.
În 1786, el a prezentat, la Academia de Științe, o dare de seamă privind observarea tranzitul lui Mercur în fața Soarelui, din 4 mai 1786, fapt ce a marcat debutul carierei sale de astronom observator.
În ceea ce privește măsura unghiurilor, a introdus diviziunea zecimală a acestora.
De asemenea a comentat sistemul duodecimal căruia Pascal i-a acordat importanță mare.
Ca astronom, a contribuit la perfecționarea tabelelor astronomice, a determinat traiectoria lui Uranus (descoperit recent de William Herschel), a lui Jupiter și Saturn și a stabilit formule speciale pentru verificarea legilor Sistemului solar.
De asemenea a scris și o istorie a astronomiei.
Un alt merit al lui Delambre îl constituie introducerea sistemului metric în Franța și aceasta în 1791.

## Opere
- Méthodes analytiques pour la détermination d'un arc du méridien (Crapelet, Paris, 1799)
- Notice historique sur M. Méchain, lue le 5 messidor XIII (Baudouin, Paris, January 1806; this is the eulogy on the late Pierre Méchain, read at the Academy by Secretary Delambre on 24 iunie 1805)
- Traîté d'Astronomie Théorique e pratique (1814), lucrare în trei volume, care i-a adus popularitatea
- Base du système métrique décimal, ou Mesure de l'arc du méridien – compris entre les parralèles de Dunkerque et Barcelone, executée en 1792 et années suivantes, par MM. Méchain et Delambre. (editor; Baudouin, Imprimeur de l'Institut National; Paris; 3. vol.; January 1806, 1807, 1810; this includes both his own and Méchain's data gathered during the meridian survey 1792–1799 and calculations derived thereof)
- Rapport historique sur le progrès des sciences mathématiques depuis 1799 (Imprimerie Impériale, Paris, 1810)
- A history of astronomy, comprising four works and six volumes in all:
  - Histoire de l'astronomie ancienne, Paris: Mme Ve Courcier, 1817.  2 volumes; vol. 1, lxxii, 556 pp., 1 folded plate; vol. 2, viii, 639 pp., [1], 16 folded plates. OCLC 490232972.
Reprinted by New York and London: Johnson Reprint Corporation, 1965 (Sources of Science, #23), with a new preface by Otto Neugebauer.  OCLC 648488.
Text on line: vol. 1, , , ; vol. 2, , .
  - Histoire de l'astronomie du moyen age, Paris: Mme Ve Courcier, 1819.  lxxxiv, 640 pp., 17 folded plates.  OCLC 490233042.
Reprinted by New York and London: Johnson Reprint Corporation, 1965 (Sources of Science, #24.)  OCLC 647834.
Also reprinted by Paris: J. Gabay, 2006. OCLC 494627038.
Text on line: .
  - Histoire de l'astronomie moderne, Paris: Mme Ve Courcier, 1821.  2 volumes; vol. 1, lxxxii, 715 pp., [1], 9 folded plates; vol. 2, [4], 804 pp., 8 folded plates.  OCLC 490233154.
Reprinted by New York and London: Johnson Reprint Corporation, 1969 (Sources of Science, #25), with a new introduction and tables of contents by I. Bernard Cohen.  OCLC 647838.
Also reprinted by Paris: Editions Jacques Gabay, 2006.  OCLC 493779358.
This takes the history to the 17th century.
Text on line: both volumes, with usable plates, ; vol. 1, , , ; vol. 2, .
  - Histoire de l'astronomie au dix-huitième siècle, edited by Claude-Louis Mathieu, Paris: Bachelier (successeur de Mme Ve Courcier), 1827.  lii, 796 p., 3 folded plates.  OCLC 490233264
Reprinted by Paris: J. Gabay, 2004.  OCLC 470502171.
This includes the history of astronomy in the 18th century, especially critiques of his colleagues at the Academy, which he withheld to be published posthumously.
Text on line: ; with usable plates, .
- Grandeur et figure de la Terre (edited by Guillaume Bigourdan, Gauthiers-Villars, Paris, 1912; this is about the size and the shape of the Earth)